# Sondagem SPT
Sondagem SPT, também conhecido como sondagem à percussão ou sondagem de simples reconhecimento, é um processo de exploração e reconhecimento do solo, usado normalmente para solos granulares, solos coesivos e rochas brandas; largamente utilizado na engenharia civil para se obter subsídios que irão definir o tipo e o dimensionamento das fundações que servirão de base para uma edificação. A sigla SPT tem origem no inglês (Standard Penetration Test) e significa "ensaio de penetração padrão".
A sondagem é um método de estudo de solo que consistem em perfurações realizadas nos terrenos onde serão executadas obras para determinação das características do solo como: espessura, estrutura, tipo do solo, profundidade, resistência, entre outras características.
É utilizada tanto para a obtenção de dados e amostras como para determinar os tipos de solo e suas profundidades de ocorrência, índices de resistência à penetração do solo, tensão admissível do solo e o nível do lençol freático.
A Sondagem SPT é solicitada em diversos projetos de engenharia por fornecer diversos parâmetros que servem de base para entender a capacidade de carga do solo. Com seus resultados, é possível planejar adequadamente obras de fundações e contenções para edificações (casas, prédios etc.) e obras de infraestrutura.

## Ensaio

### Equipamentos
Alguns do equipamentos utilizados no ensaio, de acordo a NBR 6484:
1. Amostrador-padrão;
2. Cabeça de bater
3. Hastes de perfuração/cravação;
4. Martelo padronizado;
5. Trado-concha (cavadeira manual);
6. Trado helicoidal;
7. Trépano/peça de lavagem;
8. Torre com roldana e corda (Tripé de sondagem)
9. Tubos de revestimento;
10. recipientes para amostras.

O ensaio pode ser realizado com os equipamentos listados acima, de forma manual, ou com um sistema mecanizado.

### Procedimento
O ensaio consiste na cravação vertical no solo, de um cilindro amostrador-padrão, através de golpes de um martelo com massa padronizada de 65 kg, solto em queda livre de uma altura de 75 cm. São anotados os números de golpes necessários à cravação do amostrador em três trechos consecutivos de 15 cm sendo que o valor da resistência à penetração (NSPT) consiste no número de golpes aplicados na cravação dos 30 cm finais. Após a realização de cada ensaio, o amostrador é retirado do furo e a amostra é coletada, para posterior classificação que geralmente é feita pelo método Tátil-visual.

## Sondagem à percussão com torque
A introdução da medida de torque nos ensaios de sondagem de simples reconhecimento (abreviado como SPT-T) foi realizada como um complemento ao ensaio SPT tradicional, tendo suas primeiras aplicações e testes nos anos 1990. Sua utilidade consiste no fato de que em solos contendo camadas com pedregulhos ou rochas podem ser obtidos valores de índice de resistência à penetração (N)  mais elevados que o real, quando se emprega apenas o método convencional.
A medida do torque é efetuada ao término de cada ensaio de penetração (SPT). Cravado o amostrador padrão conforme NBR 6484, verifica-se a medida de torque máximo e torque residual, através de um torquímetro, medido em Kgf.m.